# Justice (Orbital)
Pour les articles homonymes, voir Justice (homonymie).
Justice est le cinquième album du troisième cycle de la série de science-fiction Orbital constituée de diptyques, dessiné par Serge Pellé et écrit par Sylvain Runberg, sorti en septembre 2012 par les éditions Dupuis dans la collection Grand Public.